# Pistolet Browning Nomad
Browning Nomad (de Tire) – belgijski, sportowy pistolet samopowtarzalny. Uproszczona, tania wersja pistoletu Browning Challenger.

## Historia
Produkcję pistoletu Nomad rozpoczęto w 1962 roku. W Europie sprzedawany był jako Browning de Tire, w USA jako Browning Nomad. Poza wersją podstawową produkowana była wersja skrócona o lufie długości 114 mm (długość całkowita 225 mm, masa 0,737 kg).

## Opis
Browning Nomad był bronią samopowtarzalną. Zasada działania oparta na odrzucie zamka swobodnego. Szkielet pistoletu wykonany był ze stopu lekkiego. Mechanizm spustowy bez samonapinania z iglicowym mechanizmem uderzeniowym. Bezpiecznik po lewej stronie szkieletu.
Browning Nomad był zasilany z wymiennego, jednorzędowego magazynka pudełkowego o pojemności 10 naboi, umieszczonego w chwycie. Zatrzask magazynka znajdował się u dołu chwytu.
Lufa bruzdowana.
Przyrządy celownicze składały się z muszki i regulowanej szczerbinki.